# Mistelgau
Mistelgau es un municipio situado en el distrito de Bayreuth, en el estado federado de Baviera (Alemania), con una población a finales de 2016 de unos 3759 habitantes.
Se encuentra ubicado al norte del estado, en la región de Alta Franconia, en la región conocida como la Suiza Francona.